# EURES
EURES (EURopean Employment Services) é uma rede de cooperação entre a Comissão Europeia e os serviços públicos de emprego dos Estados-Membros do EEE. Iniciou as suas atividades em 1993.

## Objetivos
O objectivo da EURES consiste em prestar informação, aconselhamento e serviços de recrutamento/colocação (adequação da oferta e da procura de mão-de-obra) em benefício de trabalhadores e empregadores, bem como de qualquer cidadão que pretenda beneficiar do princípio da livre circulação de pessoas.